# ブリー村
ブリー村（ブリーむら、Bree）は、J・R・R・トールキンの小説『指輪物語』及び『シルマリルの物語』の世界に出てくる架空の地名である。以前は「粥村」と訳されていたが、誤訳であり、1992年の改訂で変更された。
中つ国にあるホビット庄より東にあり、ブリー村はブリー郷（Bree-land）で一番大きな村で、二つの街道が交差する交通の要所の地。そのため、人間とホビットが混在していた。
『指輪物語』では、フロド・バギンズのホビット4人組とガンダルフとの待ち合わせ場所となっていたが、ガンダルフは現れず、代わりに馳夫（Strider）ことアラゴルンが、かれらを裂け谷まで引率した。